# Action Cadienne
Action Cadienne est une organisation bénévole à but non lucratif américaine, fondée en avril 1996 dont l'objet est de préserver, promouvoir et défendre la francophonie et la culture acadienne ou cadienne, notamment au sein de l'État de Louisiane.

## Le français par l'immersion
Action Cadienne plaide pour des cours de français en immersion financés par l'État, en particulier au sein des paroisses (Parishes) de l'Acadiane où les Cadiens sont majoritaires. 